# Holmul
Holmul ist eine Mayastätte in den Regenwäldern im Departamento Petén, im Norden Guatemalas, nordöstlich von Flores, der Hauptstadt von Petén, und circa 35 km entfernt von der antiken Maya-Stadt Tikal.
Diese Maya-Ruine aus der Zeit um 600 n. Chr. wurde nach Berichten von Francisco Estrada-Belli 1910 wiederentdeckt und bestand bis dahin aus eher unbedeutenden Pyramidenresten. Bereits 1911 wurde Holmul von einem archäologischen Forschungsteam der Harvard University unter der Leitung von Raymond Merwin aufgesucht. Seit 2000 wurden wieder vertiefte Ausgrabungen unternommen. Dabei konnte in den letzten Jahren ein spektakulärer Fund von den Archäologen unter Leitung von Estrada-Belli unter dem Schutt jüngerer Strukturen freigelegt werden: Ein acht Meter langer und zwei Meter hoher Fries zeigt Steinmetzarbeiten mit Inschriften und drei Personen mit dem Federschmuck des Quetzalvogels und Jade, als Darstellung von Gottheiten und göttlichen Herrschern. Die Figuren thronen auf den Köpfen von naturhaften Ungetümen. Unter dem Relief-Fries befindet sich eine Bordüre mit 30 Schriftzeichen der Maya-Schrift, die auf kriegerische Auseinandersetzungen mit dem mächtigen Tikal hinweisen.
Die antike Stadt Holmul soll um 800n. Chr. gegründet worden sein und kann bis um das Jahr 900 n. Chr. bewohnt gewesen sein.